# Sis (historische stad)
Sis (Armeens: Սիս) (Turks: Kozan Kalesi) is een historische stad net ten zuidwesten van de huidige Turkse stad Kozan. Deze stad was tussen 1198 en 1375 de hoofdstad van Cilicisch-Armenië en verving daarmee Tarsus als hoofdstad van dat land.

## Geschiedenis
De stad werd in het 3e millennium voor Christus gesticht in de Levant door de Hettieten en was tot 1921 bewoond. De stad in de lag in de Çukurova of Cilicische vlakte tussen de Middellandse Zee enerzijds en het Taurusgebergte anderzijds.
Tijdens de 1e eeuw voor Christus was Sis een niet-versterkt dorp  in de Romeinse provincie Cilicia Secunda. De naam Sisan of Sisia worden voor het eerst genoemd in de 5e en 6e eeuw in Griekse en Latijnse bronnen.
In de jaren 703 en 704 werd door de Byzantijnse kolonisten een Arabische aanval afgeslagen.
Echter werden de kolonisten snel daarna gedwongen de stad te verlaten.
Nadat de Byzantijnen de stad hadden verlaten, ging de stad functioneren als een grenspost voor het Abbasidisch kalifaat. De kalief Al-Moetawakkil herbouwde de Byzantijnse stadsmuur in het midden van de 9e eeuw. De Byzantijnse keizer Nikephoros II Phokas heroverde de stad in 962. Echter werd de stad in 1113 veroverd door de Rubenidische vorst Thoros I van Cilicisch-Armenië en door hem versterkt.
Vanaf het einde van de 12e tot de 13e eeuw werd het kasteel aanzienlijk vergroot tijdens het bewind van de koningen Leo II van Armenië en Hethum I van Armenië met een paleis, huizen, kerken en tuinen. Volgens een historische bron heeft koningin Isabella van Armenië in 1241 een hospitaal laten bouwen in de stad.
Wilbrand van Oldenburg, een Duitse domkanunnik uit Paderborn, die later ook bisschop van Utrecht werd en de Vijfde Kruistocht voorbereidde bezocht in opdracht van Keizer Otto IV en samen met Grootmeester van de Duitse Orde Herman van Salza  in 1212 Sis en vond een complete en werkende hoofdstad. Van Oldenburg heeft dit in zijn beroemde werk Itinerarium terrae sanctae beschreven.
Nadat Hromgla was veroverd door de Egyptische Mammelukken, werd Sis vanaf 1292 de residentie van de Katholikos.
In 1266 plunderden en brandstichtte de Mammelukken de stad. In 1275 omsingelden de Mammelukken de stad opnieuw, maar werden verslagen door Armeense troepen. In 1369 belegerde de Mammelukken Sis voor de derde keer maar werden uiteindelijk gedwongen te vertrekken. In 1375 na een vierde beleg konden zij de stad eindelijk de stad innemen. Sis werd aansluitend geplunderd en in brand gestoken en de koning en vele adellijke heren werden gevangen genomen, hiermee viel ook het Armeense Koninkrijk Cilicië.
Over de val van Sis conform de 13e-eeuwse historische kroniek van Gregorius van Akner:
"Ze verbrandden de stad Sis, de zetel van de Armeense koningen. Ze wierpen hout in het vuur en verbrandden de grote kerk die het centrum van Sis gelegen was en vernietigden de graven van de koningen."
Tot het begin van de 20e eeuw bleven Armeniërs in de stad wonen en waardoor verschillende laatmiddeleeuwse woonstructuren bewaard zijn gebleven tot dat zij moedwillig door de Turkse overheid in 1921 wegens culturele genocide zijn vernietigd. Het kasteel is wel bewaard gebleven.
Het kasteel van Sis is een van de grootste versterkte kastelen in de Levant. Als ze van begin tot eind zouden worden opgemeten, zou de omwalling bijna 3 kilometer lang zijn.
De muren, torens, gewelfde kelders, cisternen en woongebouwen zijn zorgvuldig aangepast aan de grootte van de hoge rotsen van kalksteen. De meerderheid van deze gebouwen is volgens  Armeens  verband gebouwd met goed uitgesneden rustieke hardsteen. Verder zijn er  fragmenten van Byzantijnse muren en een ingangsgang in het zuidoosten die werd gebouwd tijdens de periode van de Mammelukken en een inscriptie in het Arabisch.
Direct in het verlengde ten zuidoosten van het paleis op de onderliggende terrassen in de bovenstad liggen diverse sites binnen de vroegere leefgemeenschap van het Patriarchaat van de Armeens-Apostolische Kerk in Armeens-Cilicië met ruïnes van kapellen en kerken, waaronder de Basiliek van Sint-Sophia die gebouwd werd, tijdens de regering van Koning Hethum I van Armenië en Koningin Isabella van Armenië en van de 18e-eeuwse Kerk van Gregorius de Verlichter. Van de laatst genoemde kerk is de apsis en een puntig gewelf van het kerkschip behouden gebleven.
Vanwege de strategische ligging het kasteel van Sis, maakte  het onderdeel uit van de verdedigingslinie binnen het toenmalige Cilicisch Armenië met de kastelen van Andıl, Anazarbus en Tumlu.